# 沧江南星
沧江南星（学名：Arisaema bonatianum）为天南星科天南星属的植物，为中国的特有植物。分布在中国大陆的云南省等地，生长于海拔3,000米的地区，目前尚未由人工引种栽培。